# Воротово (Бежаницкий район)
Воротово — деревня на юго-западе Бежаницкого района Псковской области. Входит в состав сельского поселения Кудеверская волость.
Расположена на Бежаницкой возвышенности, у северо-западного побережья озера Каменное, в 10 км к югу от волостного центра Кудеверь и в 54 км к юго-западу от райцентра Бежаницы.
Численность населения деревни по состоянию на 2000 год составляла 12 жителей.